# Lucio Giulio Cesare (console 90 a.C.)
Lucio Giulio Cesare (in latino Lucius Iulius Caesar; 135 a.C. circa – 87 a.C.) è stato un politico romano del periodo della Repubblica.

## Biografia
Figlio di Lucio Giulio Cesare Strabone e Popillia e nipote di Sesto Giulio Cesare, edile curule nel 165 a.C. e console nel 157 a.C., era il fratello maggiore di Gaio Giulio Cesare Strabone Vopisco. Ebbe due figli, Lucio Giulio Cesare e Giulia Antonia.
Fu coinvolto nella caduta del tribuno Lucio Appuleio Saturnino, nel 100 a.C.; nel 94 a.C. divenne pretore senza prima essere stato né questore né edile. Fu governatore della Macedonia e poi console, nel 90 a.C., quando scoppiò la Guerra Sociale.
In questo anno, dopo aver combattuto vittoriosamente contro i Sanniti, propose la lex Iulia de civitate, che concedeva la cittadinanza romana a tutti gli alleati rimasti fedeli e alle comunità che avessero deposto o deponessero rapidamente le armi. Divenuto censore con Publio Licinio Crasso nell'89 a.C., si occupò di assegnare i nuovi cittadini creati dalla sua legge nelle tribù elettorali.
Lucio e suo fratello Gaio Giulio Cesare Strabone furono uccisi insieme nell'87 a.C., all'inizio della guerra civile, da partigiani di Gaio Mario: morirono mentre combattevano per le strade di Roma e, secondo Tito Livio, le loro teste furono esposte dalla tribuna dell'oratore nel Foro Romano.